# 1,6-己二醇
1,6-己二醇（英語：1,6-Hexanediol）是化学式为HO(CH2)6OH的饱和直链二元醇，常温下为无色液体，可溶于水。在工业上，1,6-己二醇可由己二酸或其酯氢化合成。在实验室中通常由氢化铝锂还原己二酸制备。